# Willem Cornelis Mulder
Willem Cornelis Mulder (Leiden, 23 februari 1850 - Leiden, 4 december 1920) was een Nederlands architect, die voornamelijk werkzaam was in en rond de Nederlandse stad Leiden.

## Carrière
Na de voltooiing van zijn opleiding aan het M.S.G. in 1870 werkte Mulder als tekenaar en opzichter bij de architect Carel Blansjaar. Voor zover bekend is het eerste zelfstandige werk van Mulder de nieuwbouw van 6 werkmanswoningen in opdracht van de Leidsche Bouwvereeniging aan de Hoefstraat 28 t/m 38 te Leiden in 1873. Pikant detail is dat Mulder bestuurslid was van de Leidsche Bouwvereniging (Leidens oudste woningbouwvereniging). Hij was toen pas 23 jaar. Daarmee start zijn zelfstandige loopbaan. In de loop der tijd neemt de hoeveelheid opdrachten gestaag toe. Van vele Leidse industriëlen kreeg hij opdracht voor de verbouwing of nieuwbouw van fabriekscomplexen, zoals de Leidse Katoenmaatschappij, Clos & Leembruggen, H.E. van der Heide, P.J. van Hoeken, A.W. Sijthoff, Gebr. Van Wijk en Co., de Grofsmederij en Meelfabriek De Sleutels. Verder waren naast particulieren, met opdrachten voor het ontwerp van winkels of woningen, belangrijke opdrachtgevers: de Leidsche Bouwvereniging en de Nederlands Hervormde Kerk te Leiden. Hieruit vloeide o.a. voort de restauratie van de Hooglandse Kerk, de Pieterskerk en de koepel van de Marekerk. De meeste opdrachten betroffen projecten binnen de Leidse stadsgrenzen. Enkele opdrachten zijn in de regio gerealiseerd, zoals Alphen aan den Rijn, Bodegraven, Leiderdorp, Noordwijk, Oegstgeest en Wassenaar. Een enkele opdracht kwam uit Amsterdam en Rotterdam. De meeste van de door hem ontworpen fabriekscomplexen, zoals de Grofsmederij, de Leidse Katoenmaatschappij en Clos & Leembruggen, zijn inmiddels verdwenen. Veel van zijn andere gebouwen zijn behouden en hebben nu vaak de status van rijks- of gemeentelijk monument.
Sinds de oprichting door Mulder in 1873 is het architectenbureau verschillende malen van eigenaar en van naam veranderd. Mulder werkte vanaf 1916 samen met architect Bernard Buurman als Mulder en Buurman. Na het overlijden van Mulder in 1920, ging Buurman zelfstandig verder. Een jaar nadat ir M.P Schutte in 1947 in dienst kwam, werd hij compagnon en ging het bureau als Architectenbureau B. Buurman en ir. M.P. Schutte verder. Per 1 januari 1984 zette A.K. Djuanita D. Soedjono het architectenbureau voort onder de naam Schutte & Partners bv bna. Na het toetreden in 1986 van Tammo W.A. Bruins tot de directie werd in 1990 de naam van het bureau gewijzigd in Bruins Soedjono Architekten bv bna. De laatste werkzaamheden van dit bureau dateren uit 2011.

## Ontwerpen
| Naam                                                                                  | Bouwjaar  | Adres                                  | Plaats                | Bijzonderheden | Afbeelding |
| ------------------------------------------------------------------------------------- | --------- | -------------------------------------- | --------------------- | --- | ---------- |
| Arbeiderswoningen van de Leidsche Bouwvereeniging                                     | 1878      | Rijnsburgersingel 43-54                | Leiden                | |            |
| Gemeenteschool Hoge Morsweg                                                           | 1879      | Hoge Morsweg 115-117                   | Oegstgeest(nu Leiden) | Gemeentelijk monument |            |
| Gemeenteschool - vanaf 1922: Antoniusschool                                           | 1879      |                                        | Voorhout              | Afgebroken in 1998; nu is op die plek de Boerhaavehof |            |
| Huis Leeuwenhorst                                                                     | 1880      | Gooweg                                 | Noordwijkerhout       | Afgebroken in 1943 |            |
| Herenhuis Botania                                                                     | 1881      | Plantsoen 43                           | Leiden                | Informatie over rijksmonumentnummer 515093 |            |
| Herenhuis                                                                             | 1881      | Plantsoen 67                           | Leiden                | Informatie over rijksmonumentnummer 515104 |            |
| Herenhuis                                                                             | 1881      | Plantsoen 69                           | Leiden                | Informatie over rijksmonumentnummer 515094 |            |
| Herenhuis                                                                             | 1881      | Plantsoen 71                           | Leiden                | Informatie over rijksmonumentnummer 515105 |            |
| Dubbel woonhuis                                                                       | 1882      | Oude Rijn 35-37                        | Leiden                | Informatie over rijksmonumentnummer 515078 |            |
| Gemeenteschool                                                                        | 1882      |                                        | Noordwijkerhout       | |            |
| Koetshuis bij Huis Leeuwenhorst                                                       | 1884      | Gooweg 36                              | Noordwijkerhout       | Nu in gebruik als woonhuis Gemeentelijk monument |            |
| Herenhuis                                                                             | 1885      | Plantsoen 9                            | Leiden                | Informatie over rijksmonumentnummer 515092 |            |
| Gereformeerd Minne- of Arme Oude Mannen- en Vrouwenhuis                               | 1885-1887 | Herengracht 33-35                      | Leiden                | |            |
| Villa                                                                                 | 1887      | Maredijk 161                           | Leiden                | Informatie over rijksmonumentnummer 528410 |            |
| Evangelisch-Lutherse Kerk                                                             | 1888      | Hooglandse Kerkgracht 26               | Leiden                | Modernisering van de voorgevel van de voormalige schuilkerk uit 1618/1661 |            |
| Havengebouw N.V. Leidsche Stoombootmaatschappij 'De Volharding'                       | 1889      | Haven 1-5                              | Leiden                | Hier vertrokken tot 1930 lijndiensten naar Gouda en Amsterdam. Haven 1,3 en 5 zijn als Gemeentelijk Monument op de monumentenlijst geplaatst. |            |
| Agentschap Zuidhollandsche Bierbrouwerij                                              | 1895      | Nieuwe Rijn 82-82a                     | Leiden                | Rijksmonument. Het gaat om een verbouwd pakhuis van voor 1550. op de verdiepingen aan de voorzijde ooit een dubbele bedrijfswoning. Aan de achterzijde een bovengrondse ijskelder van 11 meter hoog. Tussenliggend nog oude pakhuisvloertjes. Aan de achterzijde kort na de bouw uitgebreid met een bierkelder. Ongewapend betonnen gewelfjes tussen stalen liggers voor de 1e vloer, het dak van de ijskelder bestaat uit gemetselde gewelfjes. |            |
| Ketelhuis van Meelfabriek De Sleutels                                                 | 1896      | Oosterkerkstraat 18                    | Leiden                | Informatie over rijksmonumentnummer 513950 |            |
| Arbeiderswoningen voor de Vereniging tot Bevordering van de Bouw van Werkmanswoningen | 1900-1902 | o.a. Kooizicht 2-18 en 48-54 (De Kooi) | Leiden                | Belangrijk deel van de woningen is gesloopt |            |
| Bankgebouw van de Rijnlandsche Bankvereeniging                                        | 1891      | Nieuwe Rijn 11                         | Leiden                | Informatie over rijksmonumentnummer 515096 |            |
| Villa Rozenhof (villa voor de fabrikant D. van Oordt)                                 | 1896-1897 | Haagweg 13                             | Leiden                | Informatie over rijksmonumentnummer 515114 |            |
| Kegelbaan bij de herensociëteit Amicitia                                              | 1898      | 2e Binnenvestgracht 21/Steenstraat 2   | Leiden                | Informatie over rijksmonumentnummer 515084 |            |
| Koninklijke Nederlandsche Grofsmederij                                                | 1899      | Zuidsingel                             | Leiden                | Afgebroken in 1976 |            |
| Ovenhuis en pannenoven bij de dakpannenfabriek Van Oordt                              | 1899      | Heymanswetering                        | Alphen aan den Rijn   | Afgebroken in 1995 |            |
| Het Leidse Volkshuis                                                                  | 1899      | Haarlemmerstraat 69, Apothekersdijk 33 | Leiden                | Informatie over rijksmonumentnummer 515109 |            |
| Hôpital Wallon                                                                        | 1892      | Papengracht 13                         | Leiden                | Informatie over rijksmonumentnummer 515079 |            |
| Broodfabriek Ceres                                                                    | 1894      | Korevaarstraat 30                      | Leiden                | |            |
| Winkelpand                                                                            | 1900/1906 | Nieuwe Rijn 8-10                       | Leiden                | Informatie over rijksmonumentnummer 333563 |            |
| Jeruzalemhof                                                                          | 1892/1901 | Kaiserstraat 49                        | Leiden                | Volledige vernieuwing van dit hofje uit 1467 |            |
| Villa "De Hoekstee"                                                                   | 1904      | Zoeterwoudsesingel 50                  | Leiden                | ontworpen als woonhuis van de architect Informatie over rijksmonumentnummer 515052 |            |
| Silo voor Meelfabriek De Sleutels                                                     | 1907      | Oosterkerkstraat 18                    | Leiden                | Informatie over rijksmonumentnummer 522147 |            |
| Leidsche Spaarbank                                                                    | 1904      | Oude Rijn 56-58                        | Leiden                | |            |
| Leidsche Levensverzekeringsmaatschappij                                               | 1912      | Rapenburg 1,Noordeinde 57              | Leiden                | Informatie over rijksmonumentnummer 515081 |            |
| Fabriekspand Van Wijk & Co                                                            | 1910      | Vestestraat/Hogewoerd/Levendaal        | Leiden                | Uitbreiding van de bestaande textielfabriek |            |
| Uitgeverij Sijthoff                                                                   | 1908      | Doezastraat 1-5                        | Leiden                | |            |
| excercitiegebouw en leerschool bij de Kweekschool voor de Zeevaart                    | 1914-1914 | Noordeinde                             | Leiden                | beide gebouwen zijn afgebroken |            |
| Barent van Namenhofje                                                                 | 1915      | Hoefstraat 13                          | Leiden                | Herbouw van dit hofje uit 1730 Informatie over rijksmonumentnummer 515036 |            |